# Печеног
Печеног је насељено место града Краљева у Рашком округу. Према попису из 2022. било је 327 становника.
Овде се налази Сеничића кућа.

## Демографија
У насељу Печеног живи 392 пунолетна становника, а просечна старост становништва износи 45,7 година (44,2 код мушкараца и 47,3 код жена). У насељу има 161 домаћинство, а просечан број чланова по домаћинству је 2,86.
Ово насеље је великим делом насељено Србима (према попису из 2002. године), а у последња три пописа, примећен је пад у броју становника.
|  |

| Демографија | Демографија | Демографија |
| Година      | Становника  | Становника  |
| ----------- | ----------- | ----------- |
| 1948.       | 945         |             |
| 1953.       | 917         |             |
| 1961.       | 880         |             |
| 1971.       | 714         |             |
| 1981.       | 608         |             |
| 1991.       | 528         | 528         |
| 2002.       | 460         | 462         |

| Етнички састав према попису из 2002.‍ | Етнички састав према попису из 2002.‍ | Етнички састав према попису из 2002.‍ | Етнички састав према попису из 2002.‍ | Етнички састав према попису из 2002.‍ |
| ------------------------------------ | ------------------------------------ | ------------------------------------ | ------------------------------------ | ------------------------------------ |
|                                      |                                      |                                      |                                      |                                      |
| Срби                                 | Срби                                 |                                      | 456                                  | 99,13%                               |
| Црногорци                            | Црногорци                            |                                      | 2                                    | 0,43%                                |
| Хрвати                               | Хрвати                               |                                      | 2                                    | 0,43%                                |
| непознато                            | непознато                            |                                      | 0                                    | 0,0%                                 |

| Година пописа     | 1948. | 1953. | 1961. | 1971. | 1981. | 1991. | 2002. |
| ----------------- | ----- | ----- | ----- | ----- | ----- | ----- | ----- |
| Број домаћинстава | 153   | 162   | 202   | 190   | 189   | 183   | 161   |

| Број чланова      | 1  | 2  | 3  | 4  | 5  | 6  | 7 | 8 | 9 | 10 и више | Просек |
| ----------------- | -- | -- | -- | -- | -- | -- | - | - | - | --------- | ------ |
| Број домаћинстава | 40 | 45 | 26 | 21 | 13 | 10 | 5 | 1 | 0 | 0         | 2,86   |

| Пол    | Укупно | Неожењен/Неудата | Ожењен/Удата | Удовац/Удовица | Разведен/Разведена | Непознато |
| ------ | ------ | ---------------- | ------------ | -------------- | ------------------ | --------- |
| Мушки  | 202    | 65               | 122          | 8              | 7                  | 0         |
| Женски | 204    | 26               | 131          | 44             | 3                  | 0         |
| УКУПНО | 406    | 91               | 253          | 52             | 10                 | 0         |

| Пол    | Укупно                    | Пољопривреда, лов и шумарство | Рибарство                            | Вађење руде и камена | Прерађивачка индустрија       |
| ------ | ------------------------- | ----------------------------- | ------------------------------------ | -------------------- | ----------------------------- |
| Мушки  | 88                        | 17                            | 0                                    | 0                    | 42                            |
| Женски | 34                        | 9                             | 0                                    | 0                    | 12                            |
| УКУПНО | 122                       | 26                            | 0                                    | 0                    | 54                            |
| Пол    | Производња и снабдевање   | Грађевинарство                | Трговина                             | Хотели и ресторани   | Саобраћај, складиштење и везе |
| Мушки  | 1                         | 7                             | 4                                    | 0                    | 5                             |
| Женски | 0                         | 0                             | 7                                    | 1                    | 1                             |
| УКУПНО | 1                         | 7                             | 11                                   | 1                    | 6                             |
| Пол    | Финансијско посредовање   | Некретнине                    | Државна управа и одбрана             | Образовање           | Здравствени и социјални рад   |
| Мушки  | 1                         | 3                             | 7                                    | 0                    | 0                             |
| Женски | 0                         | 0                             | 0                                    | 1                    | 3                             |
| УКУПНО | 1                         | 3                             | 7                                    | 1                    | 3                             |
| Пол    | Остале услужне активности | Приватна домаћинства          | Екстериторијалне организације и тела | Непознато            | Непознато                     |
| Мушки  | 1                         | 0                             | 0                                    | 0                    | 0                             |
| Женски | 0                         | 0                             | 0                                    | 0                    | 0                             |
| УКУПНО | 1                         | 0                             | 0                                    | 0                    | 0                             |